# Роум (Айова)
Роум (англ. Rome) — місто (англ. city) в США, в окрузі Генрі штату Айова. Населення — 114 особи (2020).

## Географія
Роум розташований за координатами 40°58′56″ пн. ш. 91°40′52″ зх. д. / 40.98222° пн. ш. 91.68111° зх. д. (40.982177, -91.681203).  За даними Бюро перепису населення США в 2010 році місто мало площу 0,34 км², з яких 0,34 км² — суходіл та 0,00 км² — водойми.

## Демографія
Згідно з переписом 2010 року, у місті мешкало 117 осіб у 52 домогосподарствах у складі 26 родин. Густота населення становила 347 осіб/км².  Було 54 помешкання (160/км²).
Расовий склад населення:
| - 97,4 % — білих - 2,6 % — осіб інших рас |

До двох чи більше рас належало 0,0 %. Частка іспаномовних становила 6,0 % від усіх жителів.
За віковим діапазоном населення розподілялося таким чином: 17,1 % — особи молодші 18 років, 68,4 % — особи у віці 18—64 років, 14,5 % — особи у віці 65 років та старші. Медіана віку мешканця становила 42,8 року. На 100 осіб жіночої статі у місті припадало 101,7 чоловіків;  на 100 жінок у віці від 18 років та старших — 102,1 чоловіків також старших 18 років.
Середній дохід на одне домашнє господарство  становив 43 202 долари США (медіана — 43 750), а середній дохід на одну сім'ю — 49 942 долари (медіана — 46 875). Медіана доходів становила 36 250 доларів для чоловіків та 26 875 доларів для жінок. За межею бідності перебувало 13,3 % осіб, у тому числі 7,3 % дітей у віці до 18 років та 66,7 % осіб у віці 65 років та старших.
Цивільне працевлаштоване населення становило 77 осіб. Основні галузі зайнятості: виробництво — 32,5 %, роздрібна торгівля — 22,1 %, будівництво — 16,9 %.